# 第10放映室
《第10放映室》是一档在中国中央电视台科教频道播出的电视节目，主要介绍世界范围内的电影、导演以及演员，并结合电影研究的讲解和评说，对电影文化进行解读和评析。节目由中央电视台社教节目中心文化专题部制作，在2013年节目名改为《影视名堂》前于每周五13:30首播。2016年，节目名称改回《第10放映室》，在每周二22:46首播。现已停播。

## 介绍
《第10放映室》是中央电视台社教中心文化专题部在2004年的科教频道改版中推出的以介绍电影文化的新栏目，在原《视觉》栏目的基础上扩充、整合而成，首期节目于2004年2月15日播出。节目早期叫《银幕采风》，由央视外聘人员龙斌为节目配音，原本主要为宣传中国国产电影的文艺专题节目，由屠小文担任制片人，王玲玲担任主持人。
《第10放映室》节目原时长90分钟，2006年改版后節目時長缩减為50分鐘。

## 内容
节目每期将围绕一个主题，列举数部电影加以点评。由于该栏目与中国电影集团公司的合作，节目内容对电影的主要画面有大量展示，许多外国电影是第一次在中国大陆电视节目中播出。
节目每逢年终或节日时会推出特别系列，如一年一度的“恭贺”系列会对上一年的电影和市场进行盘点，往往引起观众很大反响。

## 收视率
据索福瑞媒介研究数据，《第10放映室》2012年1－10月收视率达0.301。

## 停播
2013年7月1日凌晨，《第10放映室》编导张小北在网上称：“年底没《第10放映室》了，节目停播了。”作为央视传播了十年，且有较高影响力的节目，它的消失自然引起了不少网友的关注。 有网友调侃道：“烂片太多导致《第10放映室》压力太大，故而停播。”而张小北却表示此为正常改版所致，但是更多网友都猜测此举与节目言辞犀利有关。

## 复播
2013年，《第十放映室》改名《10放》，在优酷土豆的网络平台上恢复播出，时长压缩至31分钟。2015年，《10放》更名为《新10放》，于1月1日起在甘肃卫视播出。2016年1月，原本代替了该节目的《影视名堂》节目重新改名为《第10放映室》。